# Trevor Steele
Pour les articles homonymes, voir Steele.
William Trevor Steele (14 mai 1940 -) est un espérantophone australien, enseignant et auteur d'histoires, nouvelles et romans en espéranto. Son œuvre est fortement influencée par ses expériences de voyages en Allemagne et en Europe de l'Est. Sa bibliographie s'est également enrichie de ses expériences en Asie et en Australie, en particulier à propos des problèmes  des aborigènes, chez lesquels il a travaillé comme conseiller d'éducation pendant un an et demi. Il a écrit deux livres importants sur les relations entre les aborigènes et les colons : Flugi kun kakatuoj (2010) et Paradizo ŝtelita (2012). Il prépare actuellement un livre sur sa biographie. Trevor Steele écrit des livres qui se basent sur des faits réels, et dans lesquels il met un peu de sa fantaisie pour faire le récit plus intéressant.
Du début 2002 jusqu'à avril 2004, Steele travaillait comme directeur général de l'Association mondiale d'espéranto au siège de l'association à Rotterdam. Cependant son manque d'expérience dans le domaine de l'administration lui a valu plusieurs critiques acerbes de la part d'autres personnes du siège et de l'association en général. Il a annoncé sa démission en octobre 2003 pour « raisons personnelles ».
Il est également membre de l'Académie d'espéranto.

## Biographie

### Jeunesse
Trevor Steele nait le 14 mai 1940 à Mareeba, en Australie, de Herbert Steele, entrepreneur et bûcheron, et Dorothy Steele née Smallwood, infirmière. De 1944 à 1954, il étudie à l’école de Ravenshoe puis au lycée St Augustine's (en) de 1954 à 1957.

## Œuvres
- 1987 : Sed nur fragmento
- 1992 : Memori kaj forgesi (noveloj el la Norda Montaro)
- 1994 : Apenaŭ papilioj en Bergen-Belsen
- 1997 : Falantaj muroj kaj aliaj rakontoj
- 1999 : Australia Felix
- 2000 : Neniu ajn papilio
- 2001 : La fotoalbumo: unua volumo
- 2001 : Mondoj
- 2005 : La fotoalbumo: dua volumo
- 2005 : Diverskolore
- 2006 : Kaj staros tre alte…
- 2009 : Kvazaŭ ĉio dependus de mi
- 2010 : Flugi kun kakatuoj
- 2012 : Paradizo ŝtelita
- 2014 : Konvinka Kamuflaĵo
- 2015 : Dio ne havas eklezion
- 2016 : Amo inter ruinoj

Traductions de ses œuvres :
- 2012 : Soaring with cockatoos (version anglaise de Flugi kun kakatuoj)
- 2013 : traduction française de Flugi kun kakatuoj par Ginette MARTIN avec un groupe, sous le titre Comme un vol d'oiseaux sacrés (éditions Kavapech)